# Portavoz del Gobierno de Cataluña
El portavoz del Gobierno es un cargo del Gobierno de la Generalitat cuyo cometido es informar y comunicar a la sociedad de la acción política e institucional del ejecutivo regional. Su sede se encuentra incardinada en el Palau de la Generalitat. Actualmente el titular del cargo goza del rango de consejero.
El objetivo del portavoz es hacer publica la información y decisiones del consejo ejecutivo, además de responder en nombre del ejecutivo las preguntas que formules periodistas o ciudadanos. La figura de portavoz no se estructuro bien hasta el año 2015, ya que antes de este año el portavoz del gobierno era el también consejero de la presidencia, presidencia adjunta o gobernación.

## Portavoces
| Consejería adscrita                         | Periodo                 | Periodo                 | Titular                | Titular    | Partido      | Partido | Generalitat       | Generalitat   | Generalitat      |
| Consejería adscrita                         | Inicio                  | Fin                     | Titular                | Titular    | Partido      | Partido | Gobierno          | Presidente    | Presidente       |
| ------------------------------------------- | ----------------------- | ----------------------- | ---------------------- | ---------- | ------------ | ------- | ----------------- | ------------- | ---------------- |
| Adjunta a la Presidencia                    | 8 de mayo de 1980       | 18 de junio de 1984     | Miquel Coll i Alentorn |            |              | UDC     | Pujol I           |               | Jordi Pujol      |
| Governación                                 | 18 de junio de 1984     | 9 de mayo de 1986       | Macià Alavedra i Moner |            |              | CDC     | Pujol II          |               | Jordi Pujol      |
| Governación                                 | 9 de mayo de 1986       | 4 de julio de 1988      | Agustí Bassols i Parés |            |              | UDC     | Pujol II          |               | Jordi Pujol      |
| Governación                                 | 4 de julio de 1988      | 22 de diciembre de 1992 | Josep Gomis i Martí    |            |              | CDC     | Pujol III         |               | Jordi Pujol      |
| Governación                                 | 22 de diciembre de 1992 | 1 de febrero de 1995    | Maria Eugènia Cuenca   |            |              | CDC     | Pujol IV          |               | Jordi Pujol      |
| Governación                                 | 1 de febrero de 1995    | 11 de enero de 1996     | Xavier Pomés i Abella  |            |              | CDC     | Pujol IV          |               | Jordi Pujol      |
| Presidencia                                 | 11 de enero de 1996     | 3 de febrero de 2000    | Xavier Trias           |            |              | CDC     | Pujol V           |               | Jordi Pujol      |
| Presidencia y Conseller en Cap              | 3 de febrero de 2000    | 20 de diciembre de 2003 | Artur Mas              |            |              | CDC     | Pujol VI          |               | Jordi Pujol      |
| Presidencia y Conseller en Cap              | 20 de diciembre de 2003 | 11 de mayo de 2005      | Josep Bargalló i Valls |            |              | ERC     | Maragall          |               | Pasqual Maragall |
| Presidencia                                 | 11 de mayo de 2005      | 28 de noviembre de 2006 | Joaquim Nadal          |            |              | PSC     | Maragall          |               | Pasqual Maragall |
| Solo portavocía                             | 28 de noviembre de 2006 | 29 de diciembre de 2010 | Aurora Massip          |            |              | PSC     | Montilla          |               | José Montilla    |
| Presidencia                                 | 29 de diciembre de 2010 | 22 de junio de 2015     | Francesc Homs          |            |              | CDC     | Mas I             |               | Artur Mas        |
| Bienestar Social y Familia                  | 22 de junio de 2015     | 14 de enero de 2016     | Neus Munté             |            |              | CDC     | Mas II            |               | Artur Mas        |
| Presidencia                                 | 14 de enero de 2016     | 14 de julio de 2017     | Neus Munté             | Puigdemont |              | CDC     | Carles Puigdemont |               |                  |
| Presidencia                                 | 14 de julio de 2017     | 28 de octubre de 2017   | Jordi Turull           | Puigdemont |              |         | Carles Puigdemont | CDC           |                  |
| Presidencia                                 | 19 de mayo de 2018      | 24 de marzo de 2019     | Elsa Artadi            |            |              | JxCat   | Torra             |               | Joaquim Torra    |
| Presidencia                                 | 24 de marzo de 2019     | 26 de mayo de 2021      | Meritxell Budó         |            |              | JxCat   | Torra             |               | Joaquim Torra    |
| Presidencia                                 | 24 de marzo de 2019     | 26 de mayo de 2021      | Meritxell Budó         |            | Aragonès (e) | JxCat   |                   | Pere Aragonès |                  |
| Solo portavocía                             | 26 de mayo de 2021      | 12 de agosto de 2024    | Patrícia Plaja         |            |              | ERC     | Aragonès          | Pere Aragonès |                  |
| Territorio, Vivienda y Transición Ecológica | 12 de agosto de 2024    | En el cargo             | Sílvia Paneque         |            |              | PSC     | Illa              |               | Salvador Illa    |